# خانه کشت و زرع رابینسون
خانه کشت و زرع رابینسون (به انگلیسی :Robinson Plantation House)یک خانه باستانی در کلارک، نیوجرسی (به انگلیسی: Clark, New Jersey) است که در حدود سال ۱۶۹۰ در زمینی که بخشی از منطقه الیزابت تاون (به انگلیسی :Elizabethtown Tract) بود ساخته شده‌است، و زمانی بخشی از راوی (به انگلیسی :Rahway) بود. در سال ۱۹۷۴ به عنوان خانه قرن هفدهم کلارک (به انگلیسی: Seventeenth Century Clark House) به فهرست ثبت ملی اماکن تاریخی اضافه شد. از ویژگی‌های بارز قاب سازه خانه قرن ۱۷، شالوده از جنس سنگ لاشه، شالوده حجیم آتشگاه آن در انبار، تیر حکاکی شده پخ دار، سقف شیب دار، دودکش با کنگره‌های کوچک، پنجره های لولادار با قاب‌های مستطیل مشبک لوزی شکل و آویزهای گوشه ای بزرگ می‌باشند. در حدود سال۱۹۵۷، در پشت خانه، بخشی که دارای خدمات مدرن است اضافه شد و این خانه تا سال ۱۹۷۳ به عنوان محل سکونت مورد استفاده بود، پس از آن به موزه گیاهان دارویی دکتر ویلیام رابینسون تبدیل شد.
خانه اسکوایر هارتشورن (به انگلیسی :The Squire Hartshorne House) خانه دیگری از قرن ۱۷ است که در کلارک واقع شده‌است.